# Provincia Sakarya
Provincia Sakarya este o provincie a Turciei, localizată pe coasta Mării Negre.